# Julien Bernard
Julien Bernard (Nevers, 17 maart 1992) is een Frans wielrenner die sinds 2016 rijdt voor Trek-Segafredo. Hij is de zoon van voormalig wielrenner Jean-François Bernard.

## Carrière
Als stagiair bij Trek Factory Racing werd Bernard in 2015 onder meer zesde in de door Sacha Modolo gewonnen Ronde van Hainan. In 2016 werd zijn stagecontract omgezet in een profcontract. Datzelfde jaar reed hij zijn eerste grote ronde: in de Ronde van Spanje eindigde hij op plek 57. In oktober werd hij zesde in het eindklassement in de Ronde van Abu Dhabi, waardoor hij het jongerenklassement op zijn naam schreef.

## Overwinningen
2015
Eindklassement Tour Nivernais Morvan
2016
Jongerenklassement Ronde van Abu Dhabi
2020
3e etappe Ronde van de Alpes-Maritimes en de Var
Bergklassement Ronde van de Alpes-Maritimes en de Var
Bergklassement Ronde van de Ain
2023
Bergklassement Ronde van Romandië

## Resultaten in voornaamste wedstrijden
| Jaar | Ronde van Italië | Ronde van Frankrijk | Ronde van Spanje |
| ---- | ---------------- | ------------------- | ---------------- |
| 2016 |                  |                     | 57e              |
| 2017 | 42e              |                     | 85e              |
| 2018 |                  | 35e                 |                  |
| 2019 |                  | 30e                 |                  |
| 2020 | 49e              |                     |                  |
| 2021 |                  | 37e                 |                  |
| 2022 |                  |                     | 88e              |
| 2023 |                  |                     | 68e              |
| 2024 |                  | 22e                 |                  |
| 2025 |                  |                     |                  |

| Jaar | Amstel Gold Race | Luik-Bast.‑Luik | Ronde van Lombardije | Waalse Pijl | Clásica San Sebastián |  | WK op de weg |  | Wereldranglijsten |
| ---- | ---------------- | --------------- | -------------------- | ----------- | --------------------- |  | ------------ |  | ----------------- |
| 2016 |                  |                 | opgave               |             |                       |  |              |  |                   |
| 2017 |                  |                 | opgave               |             |                       |  |              |  | 294e (UWT)        |
| 2018 |                  | 113e            |                      | opgave      | 28e                   |  |              |  | 182e (UWT)        |
| 2019 | 91e              | opgave          |                      | 79e         | 30e                   |  | opgave       |  | 483e (UWR)        |
| 2020 |                  |                 |                      |             |                       |  | opgave       |  |                   |
| 2021 | 78e              | 87e             |                      | 40e         |                       |  |              |  |                   |
| 2022 |                  | 50e             | 101e                 | 81e         | opgave                |  |              |  |                   |
| 2023 |                  | opgave          | 74e                  | opgave      | 48e                   |  |              |  |                   |
| 2024 | opgave           | 68e             | 50e                  | opgave      | 21e                   |  | opgave       |  |                   |
| 2025 |                  | 108e            |                      | opgave      | 30e                   |  |              |  |                   |

## Ploegen
- 2015 –  Trek Factory Racing (stagiair vanaf 1 augustus)
- 2016 –  Trek-Segafredo
- 2017 –  Trek-Segafredo
- 2018 –  Trek-Segafredo
- 2019 –  Trek-Segafredo
- 2020 –  Trek-Segafredo
- 2021 –  Trek-Segafredo
- 2022 –  Trek-Segafredo
- 2023 –  Trek-Segafredo
- 2024 –  Lidl-Trek
- 2025 –  Lidl-Trek

Alafaci · Arredondo · Beppu · Busche · Cancellara · Coledan · Devolder · Didier · Felline · Irizar · Jungels · McConnell · Mollema · Nizzolo · Popovytsj · B.van Poppel · D.van Poppel · Rast · Roulston · Schleck · Sergent · Silvestre · Steegmans · Stuyven · Vandewalle · Watson · Zoidl · Zubeldia · Basso (stagiair) · Bernard (stagiair) · Rekita (stagiair)
Alafaci · Arredondo · Beppu · Bernard · Bobridge · Bonifazio · Cancellara   · Coledan · Devolder · Didier · Felline · Hesjedal · Irizar · Mollema · Nizzolo · Popovytsj · van Poppel · Rast · Reijnen · Schleck · Stetina · Stuyven · Theuns · Zoidl · Zubeldia · Allegaert (stagiair) · Mosca (stagiair)
Alafaci · Beppu · Bernard · Brändle · Cardoso · Coledan · Contador · Daniel · Degenkolb · Didier · Felline · Gogl · Guerreiro · Hernández · Irizar · de Kort · Mollema · Nizzolo · Pantano · Pedersen · van Poppel · Rast · Reijnen · Stetina · Stuyven · Theuns · Zubeldia · Conci (stagiair) · Moschetti (stagiair) · Toovey (stagiair)
Alafaci · Beppu · Bernard · Brambilla · Brändle · Conci · Daniel · Degenkolb · Didier · Eg · Felline · Frame · Gogl · Grmay · Guerreiro · Irizar · de Kort · Mollema · Mullen · Nizzolo · Pantano · Pedersen · van Poppel · Rast · Reijnen · Skujiņš · Stetina · Stuyven
Beppu · Bernard · Brambilla · Ciccone · Clarke · Conci · Degenkolb · Eg · Felline · Frame · Gogl · Irizar (actief t/m 3 augustus) · Kirsch · de Kort · Mollema · Mosca (vanaf 1 augustus) · Moschetti · Mullen · Pantano · Pedersen  · Porte · Reijnen · Skujiņš · Stetina · Stuyven · Theuns · Debeaumarché (stagiair) · López (stagiair) · Quarterman (stagiair)
Bernard · Brambilla · Ciccone · Clarke · Conci · De Kort · Eg · Elissonde · Kamp · Kirsch · Liepiņš · López · Mollema · Mosca · Moschetti · Mullen · A. Nibali · V. Nibali · Pedersen  · Porte · Quarterman · Reijnen · Ries · Simmons · Skujiņš · Stuyven · Theuns · Weening (vanaf 5 juni) · Fancellu (stagiair) · Skjelmose Jensen (stagiair) · Tiberi (stagiair)
Bernard · Brambilla · Ciccone · Conci · Eg · Egholm · Elissonde · Gebreigzabhier · Kamp · Kirsch · De Kort  · Liepiņš · López · Mollema · Mosca · Moschetti · Mullen · A. Nibali · V. Nibali · Pedersen · Quarterman · Reijnen · Ries · Simmons · Skjelmose Jensen · Skujiņš · Stuyven · Theuns · Tiberi · Baroncini (stagiair) · Hellemose (stagiair) · Hoole (stagiair)
Aberasturi · Baroncini · Bernard · Brambilla · Brustenga · Cataldo · Ciccone · Egholm · Elissonde · Gallopin · Gebreigzabhier· Hellemose · Hoelgaard · Hoole · Kamp · Kirsch · Liepiņš · López · Mollema · Mosca · Moschetti · Pedersen · Pellaud · Simmons · Skjelmose Jensen · Skujiņš · Stuyven · Theuns · Tiberi · Tolhoek · Vergaerde · Nys (stagiair) · Vacek (stagiair)
Aberasturi · Baroncini · Bernard · Brustenga · Cataldo · Ciccone · Elissonde · Gallopin · Gebreigzabhier · Hellemose · Hoelgaard · Hoole · Kirsch · Liepiņš · López · Mollema · Mosca · Nys · Mad.Pedersen · Simmons · Skjelmose · Skujiņš · Stuyven · Tesfatsion · Theuns · Tiberi (tot 28/4) · Tolhoek · Vacek · Vergaerde · Aebersold (stagiair) · Mar.Pedersen (stagiair) · Teutenberg (stagiair)
Bagioli · Bernard · Cataldo · Ciccone · Consonni · Declercq · Felline · Geoghegan Hart · Ghebreigzabhier · Gibbons · Hoole · Kirsch · Konrad · López · Milan · Mollema · Mosca · Nys · Oomen · Pedersen · Simmons · Skjelmose · Skujiņš · Stuyven · Tesfatsion · Theuns · Vacek · Vergaerde · Verona · Ronhaar (stagiair)